# Whitecourt
Whitecourt (prononcé en anglais : /ˈwaɪtˌkɔɹt/) est une ville (town) du Comté de Woodlands, située dans la province canadienne d'Alberta.

## Démographie
En tant que localité désignée dans le recensement de 2011, Whitecourt a une population de 9 605 habitants dans 3 629 de ses 3 893 logements, soit une variation de 7,1 % avec la population de 2006. Avec une superficie de 26,14 km2, la ville possède une densité de population de 367,39 hab/km2 en 2011.
Concernant le recensement de 2006, Whitecourt abritait 8 971 habitants dans 3285 de ses 3448 logements. Avec une superficie de 26,14 km2, la ville possédait une densité de population de 343,1 hab/km2 en 2006.
| 2001  | 2006  | 2011  | 2016   |
| ----- | ----- | ----- | ------ |
| 8 334 | 8 971 | 9 605 | 10 204 |